# Senato di Berlino

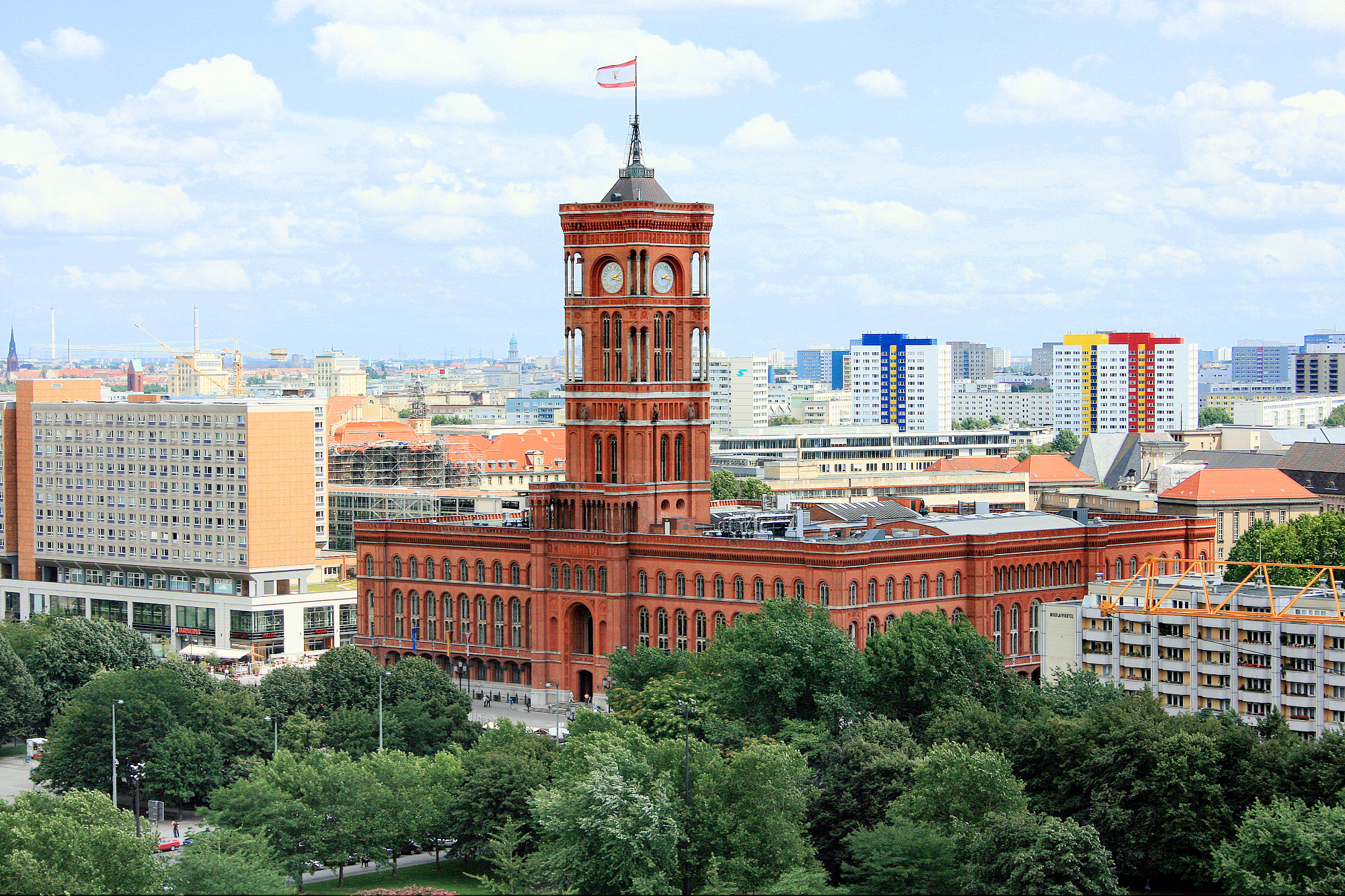
Il Rotes Rathaus

Stendardo del Senato

Il Senato di Berlino (in tedesco Senat von Berlin) è l'organo esecutivo del governo della città-stato tedesca di Berlino. Ha sede nel Rotes Rathaus. È composto dal Sindaco-governatore e da fino a otto senatori da lui nominati, due dei quali sono vice-sindaci.